# 538 Dywizja do Zadań Specjalnych
538 Dywizja Do Zadań Specjalnych (niem. Division z.b.V. 538.), 538 Dywizja Pograniczna – niemiecka dywizja z czasów II wojny światowej, sformowana w grudniu 1939. Została rozlokowana na terenie południowej Austrii, gdzie jej zadaniem było strzeżenie granicy niemiecko–włoskiej oraz niemiecko–jugosłowiańskiej. 18 kwietnia 1941 została rozwiązana w związku z inwazją Niemiec na Jugosławię. Dowódcą dywizji był generał Emmerich von Nagy.

## Skład
- 193 odcinek pograniczny
- 194 odcinek pograniczny
- 195 odcinek pograniczny